# Airstream
Airstream er et luksusmærke indenfor campingvogne og autocampere, der fremstilles i Jackson Center, Ohio i USA. Selskabet, der er en del af  Thor Industries og har mindre end 400 ansatte, er etableret 1931 og det ældste i branchen. Airstream campingvogne er let genkendelige på grund af den karakteristiske form på deres afrundede aluminiums-karrosserier. Formen går tilbage til 1930'erne og er taget fra formgivning skabt af Hawley Bowlus. Bowlus var chefdesigner på  Charles Lindberghs flyvemaskine – Spirit of St. Louis.
I forbindelse med Airstreams 75-års jubilæum i 2006 påbegyndtes produktion af særskilt udviklede produkter for det europæiske marked. Disse har 230 volts el-system og karosseri, aksler og trækstang fremstillet i Tyskland.